# روبرت هاميلتون (سياسي أمريكي)
روبرت هاميلتون (بالإنجليزية: Robert Hamilton)‏ هو محامي وسياسي أمريكي، ولد في 9 ديسمبر 1809 في الولايات المتحدة، وتوفي في 14 مارس 1878 في الولايات المتحدة. حزبياً، نشط في الحزب الديمقراطي. وقد انتخب عضو جمعية نيوجيرسي العامة وانتخب عضو مجلس النواب الأمريكي.